# Mellini (famiglia)
I Mellini, Millini o de Mellinis, furono un'antica famiglia della nobiltà municipale romana.

## Storia
Le prime notizie certe della famiglia si hanno durante il secolo XIV, quando nel 1305 un Pietro speziale vendeva una casa a Giovanni Margani e un Paolo o Paoluccio o Paluzzo de Mellinis nella seconda metà del Trecento ricoprì la carica di banderese e Conservatore. Ben presto grazie alle rendite derivanti dall’attività della bovatteria e della mercatura, comune ad altre famiglie del ceto patriziale romano, la famiglia entrò a far parte della èlite cittadina ricoprendo sempre più frequentemente cariche curiali ed amministrative.

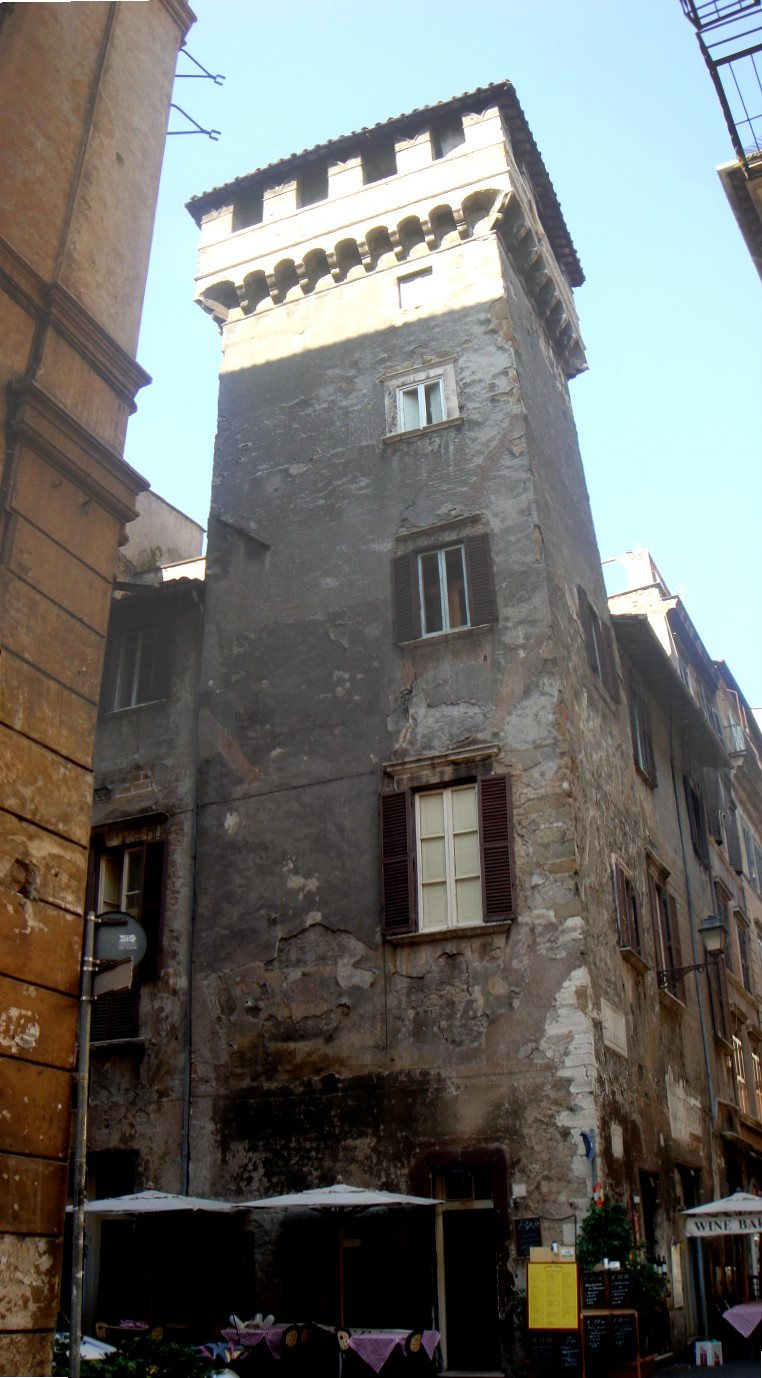
Tor Millina

Le loro abitazioni erano poste nel rione Parione, lungo la via che era nota come Millina, ora via Santa Maria dell’Anima, adiacente al lato occidentale di piazza Navona dove possedevano edifici e torre su ambo i lati della via. 

Con Pietro vissuto durante il XV secolo, ricordato come giureconsulto e conte palatino, il livello di enucleazione sociale della famiglia era ormai raggiunto, prediligendo la rendita fondiaria o finanziaria rispetto alle attività prettamente mercantili, ricoprendo ripetutamente cariche dell'amministrazione capitolina come quella di magister edificiorum et stratarum urbis o di custode della Confraternita del Salvatore; egli stesso fu Conservatore nel 1442 e nel 1462 e i suoi tre fratelli erano stati avviati alla carriera ecclesiastica: Francesco fu agostiniano e vescovo di Senigallia; Luca fu abate dei celestini di S. Benedetto; Giovanni Battista, vescovo di Urbino e creato cardinale da Sisto IV nel 1476 e le sue sorelle furono sposate a membri della nobiltà romana. Insieme al fratello cardinale intraprese una intensa opera di ristrutturazione delle abitazioni di famiglia con l’intento di esaltare l’onore della città e della propria stirpe, aprendo la sua casa a tutti i cittadini e ai curiali che avevano bisogno dell’aiuto dei membri della sua famiglia, e coniugando il culto per le tradizioni municipali romane con una nuova sensibilità rinascimentale. Fu infatti grazie a questa sensibilità che iniziò una collezione antiquaria conservata nella sua casa in Parione, così come acquistò terreni sul Palatino e a Monte Mario dove fece costruire la nota villa di famiglia divenuta luogo di colta e raffinata convivialità, poi sede dell’Osservatorio astronomico di Roma. Con il suo testamento stabiliva che la sua sepoltura dovesse avvenire, diversamente dai suoi antecessori sepolti in Sant'Agnese in Agone, nella nuova cappella gentilizia nella chiesa di Santa Maria del Popolo. 

Il figlio Mario scrittore apostolico, sposando Ginevra Cybo figlia di Bianca sorella di papa Innocenzo VIII nel 1491, abitante nella casa confinante alla propria al margine sud-occidentale di piazza Navona, affidava a Perin del Vaga la decorazione con pitture a monocromo delle sue dimore confinanti anche con la antica Chiesa di Sant'Agnese in Agone. Costui che compariva frequentemente insieme ad altri componenti della oligarchia mercantile romana come fideiussore, ebbe da papa Sisto IV per breve tempo la contea di Monterano e nel 1511 partecipava in qualità di cancelliere alla Pax romana. Nel 1503 nelle loro abitazioni ospitarono Guidobaldo da Montefeltro, in occasione dell'elezione di Giulio II. 
 Sul finire del XVI secolo Bianca Mellini fu la committente della cappella della Passione nella chiesa del Gesù dipinta da Giuseppe Valeriano e Gaspare Celio. Per tutto il XVI secolo i suoi membri furono i più attivi nella politica comunale e insieme a pochi altri della nobiltà municipale furono punti di riferimento e di alto rilievo culturale.
I loro discendenti continuarono a ricoprire frequentemente la carica di Conservatore. I figli di Mario, tra cui il noto umanista Celso, continuarono a distinguersi come i difensori della romanità esaltando l’onore della città. Delle loro abitazioni, quelle prospicienti su piazza Navona furono acquistate nel 1652 dai Pamphilj durante i lavori di espansione e realizzazione del loro palazzo e della contigua chiesa di S. Agnese in Agone unitamente al Collegio Innocenziano.
La famiglia dette numerosi ecclesiastici tra cui i cardinali Giovanni Battista, Giovanni Garzia, Savio o Saba e Urbano.
I Mellini ascritti alla nobiltà romana nella bolla Urbem Romam, si estinsero nel XVIII secolo con Giulia (m. 1788) nei Falconieri, che ne assumeranno cognome e beni.